# Mednarodna gotika
Mednarodna gotika je obdobje gotske umetnosti, ki se je začelo v Burgundiji v Franciji in severni Italiji v poznem 14. in začetku 15. stoletja. Nato se je zelo razširila po zahodni Evropi, od tod tudi ime za to obdobje, ki ga je konec 19. stoletja uvedel francoski umetnostni zgodovinar Louis Courajod.
Umetniki in prenosna dela, kot so iluminirani rokopisi, so veliko potovali po celini, kar je privedlo do skupne estetike med kraljevino in višjim plemstvom ter znatno zmanjšalo variacije v nacionalnih slogih med deli, ustvarjenimi za dvorne elite. Glavni vplivi so bili severna Francija, Nizozemske dežele, Vojvodina Burgundija, cesarski dvor v Pragi in Italija. Kraljeve poroke, kakršna je bila med Rihardom II. Angleškim in Ano Češko, so pripomogle k širjenju sloga.
Sprva je bil slog dvorne prefinjenosti, nekoliko bolj robustne različice pa so se razširile na umetnost, ki so jo naročili nastajajoči trgovski razredi in manjše plemstvo. V severni Evropi je bilo »poznogotsko« nadaljevanje sloga, zlasti v njegovih dekorativnih elementih, še vedno mogoče najti do zgodnjega 16. stoletja, saj ni bilo lokalnega alternativnega besedišča, ki bi ga nadomeščalo pred renesančnim oživljanjem klasicizma.
Uporaba izrazov se med umetnostnimi zgodovinarji nekoliko razlikuje, pri čemer nekateri uporabljajo izraz bolj restriktivno kot drugi. Nekateri umetnostni zgodovinarji menijo, da izraz »v marsičem ... ni zelo koristen ... saj se po navadi spreminja tako glede razlik kot podrobnosti prenosa.«

## Razvoj
Pomembna češka različica sloga se je razvila na dvoru Karla IV., svetega rimskega cesarja v Pragi, ki je za kratek čas  postal vodilna sila v razvoju evropske umetnosti. Karel je izhajal iz luksemburške rodbine, učil ga je bodoči papež Klemen VI. in kot mladostnik sedem let preživel na francoskem dvoru, pa tudi dvakrat obiskal Italijo. To in družinska razmerja so mu omogočila intimne povezave z različnimi francoskimi dvori, vključno s sedežem Avignonskega papeštva in od leta 1363 ločenim vojvodstvom Burgundije pod Filipom Drznim. V češkem slogu so sprva manjkale podolgovate figure drugih središč, vendar je imel bogastvo in sladkost ženskih figur, ki so bile zelo vplivne. Karel je imel vsaj en italijanski oltarni nastavek, očitno izdelan v Italiji in poslan v Prago, blizu kjer še danes stoji v vitrini gradu Karlštejn. Za stolnico svetega Vida v Pragi je najprej uporabil francoskega arhitekta, nato pa še Nemca Petra Parlerja.
Velik del tega sloga se je zgodil v Italiji in verjetno se je razširil severno od Alp, da je deloma vplival na Francijo prek kolonije italijanskih umetnikov, ki je bila priključena papeškemu dvoru v Avignonu, in dela, ki so bila prikazana v tamkajšnji rezidenci v 1330-ih in 1340-ih Simona Martinija, sienske predhodnice sloga. Republikanska Siena je imela velik vpliv na razvoj sloga, vendar se je ves čas držala svojega dostojanstvenega gotskega sloga, medtem, ko je nastopaški dvor Viscontijev v Milanu, ki je bil prav tako tesno povezan s francosko kraljevo družino. središče dvornega sloga. Ko se je slog razvijal v Severni Evropi, so nanj vplivali italijanski umetniki.
Poroka leta 1384 med mladim angleškim kraljem Rihardom II. In hčerko Karla IV. Ano Češko je pomagala povezati Prago in London ter slog pripeljati v Anglijo, čeprav je Ana leta 1394 umrla.

## Kraljevi portreti
Številna osrednja dela mednarodnega gotskega sloga so votivni portreti monarhov s sveto figuro - v nekaterih primerih so jih sprejeli v nebesa, kot v miniaturni Jean, vojvoda Berryjski in  nekaj njegovih sorodnikov, ko ga je sprejel sveti Peter v iluminiranem rokopisu  Sijajni horarij vojvode Berrijskega. [8] Iz tega obdobja izhajajo najzgodnejši ohranjeni portreti monarhov, kraljevi rokopisi pa kažejo močno povečano število realističnih portretov monarha, ki jih je naročil.
- Votivna tabla Jana Očka Vlašimskega. Klečeča cesar Karel IV. in njegov sin Venčeslav pred Devico, Češka, 1371. (detajl)
- Jean de Vaudetar, komornik francoskega kralja Karla V. daje kralju v dar svoj rokopis, 1372.
- Wiltonov diptih, 1395–99. Angleški kralj Rihard II. kleči. (leva stran diptiha)
- Wiltonov diptih, ki ga je v Angliji naslikal francoski ali angleški umetnik. (desna stran)

## Pregled

### Arhitektura
V arhitekturi, kjer je bil slog dolgotrajen, so njegove lokalne vrste pogosto znane kot perpendicular v Angliji ter sondergotik v Nemčiji in Srednji Evropi, flamboyant v Franciji, vse pozna gotika in kasneje Manueline na Portugalskem in Isabelline v Španiji.

### Slikarstvo in kiparstvo
V slikarstvu in kiparstvu je slog včasih v nemščini znan kot "Schöne Stil" ali "Weicher Stil" ('Lep slog' ali 'Mehki slog'). Slogovne značilnosti so dostojanstvena eleganca, ki nadomešča monumentalnost, skupaj z bogatim okrasnim barvanjem, podolgovatimi figurami in tekočimi linijami. Prav tako daje več poudarka na uporabo perspektive, modeliranja in postavitve. Figuram se začne dajati več prostora v njihovih postavitvah, zanimanje pa vzbujajo realno upodobljene rastline in živali. V nekaterih delih, predvsem znamenitih koledarskih prizorih Sijajnega horarija vojvode Berrijskega, so vidni začetki pravega krajinskega slikarstva. Dekoracija je postajala vse bolj okrašena kot slog, ki se je razvijal v severni Evropi, medtem ko je v Italiji povečana prefinjenost likovnega slikarstva prešla v zgodnjerenesančno slikarstvo.
V kiparstvu so vodilni italijanski umetniki ostajali bližje klasicizmu in jih je gibanje manj prizadelo; Lorenzo Ghiberti je v mnogih pogledih blizu slogu, vendar se že zdi prežet z zgodnjim renesančnim klasicizmom. Claus Sluter je bil vodilni kipar v Burgundiji in umetnik, ki je lahko uporabil slog z močno monumentalnim učinkom. Večina kiparjev je neznana in slog je v severnem kiparstvu kot slikarstvu preživel dlje, saj je bilo podroben realizem zgodnje nizozemskega slikarstva težje prevesti v kiparstvo. Manjše poslikane lesene figure, najpogosteje Marije, so bile pomembne in so relativno prenosne, verjetno so pripomogle k razširjanju sloga po Evropi.
Med pomembnimi slikarji so bili Mojster Teodorik in Mojster Třeboňskega oltarja na Češkem, Mojster parement, Jacquemart de Hesdin in bratje Limburg v Franciji ter Gentile da Fabriano, Lorenzo Monako in Pisanello v Italiji, ki so zadnji prevzeli slog zgodnje renesanse. V Burgundiji sta Jeana Malouela, Melchiorja Broederlama in Henrija Bellechoseja nasledila Robert Campin in Jan van Eyck, ki sta se zgodnjega nizozemskega slikarstva lotila v smeri večjega iluzionizma. Mojster Bertram in Conrad von Soest sta bila vodilna regionalna mojstra v Nemčiji, ki sta večinoma delala za meščane. Ohranjene najboljše tabelne slike izpred leta 1390 so zelo redke, razen iz Italije in praškega dvora. Mnogi od teh umetnikov so se med kariero gibali med državami ali regijami in se izpostavljali slogom drugih središč. Predvsem Broederlam je nekaj let preživel v Italiji in ugibalo se je, da je bil Mojster Parementa sam boem, saj je njegovih znanih francoskih del zelo malo in izjemno blizu boemski umetnosti.
Iluminirani rokopisi so bili pomembni nosilci sloga in v delih, kot je Sherborne Missal, so bili poleg vitraja Johna Thorntona v York Minster in Thomasa Glazierja v Oxfordu in drugod glavni angleški prispevek. Rezbarije iz alabastra iz Nottinghama, ki so jih v večjih količinah izdelali v delavnicah po standardnih vzorcih, so izvažali po vsej zahodni Evropi za župnijske cerkve. Horarij Giana Galeazza Viscontija iz Milana je bil ključno delo, prav tako tudi Venčeslavova Biblija  (z besedilom v nemščini) sina Karla IV. Oba, tako kot Sherborne Missal, zaznamujejo ekstravagantno okrašene obrobe. Vojvoda Berryjski, sin in brat francoskih kraljev, je bil najbolj ekstravaganten naročnik rokopisov in glavni delodajalec bratov Limbourg in Jacquemarta de Hesdina, pa tudi mnogih drugih umetnikov. Drugi veliki zbiratelji so bili tudi Venčelav, sin Karla IV., John Lancaster, 1. vojvoda Bedfordski, sin Henrika IV. Angleškega in regent od Angležev okupirane Francije ter vojvodine Burgundije. V 15 stoletju so mesta Flandrije, zlasti Brugge, prehitela Pariz kot središče tako iluminiranih rokopisov kot tabelnega slikarstva.

### Tapiserije
Nadaljnji razvoj v mednarodnem gotskem slogu so prispevali centri za tkanje tapiserij Arras, Tournai in Pariz , kjer je bila proizvodnja tapiserij zaradi angleške okupacije 1418–36 trajno motena. Pod stalnim pokroviteljstvom Burgundskih vojvod njihov dvorni mednarodni gotski slog, podolgovate figure, bogati detajli oblačil, natrpana kompozicija s figurami, razporejenimi v sloje, dolgujejo navdih iluminatorjem rokopisov in neposredno slikarjem: Baudouin de Bailleul, slikar v Arrasu, je dobavljal risbe za delavnice tapiserij tu in v Tournai, kjer je elemente lokalnega sloga težko razločiti (Weigert, str. 44). Lov iz Chatswortha (Muzej Viktorije in Alberta) je navdihnjen iz knjige o lovu Gastona de Foixa in številnih trojanskih vojnih ciklov sodobnih romanc.
Tudi tapiserija je bila umetnost, ki je bila prenosna. Spremljale so svoje lastnike iz enega neogrevanega in praznega dvorca v drugega. Same tkalce tapiserij so lahko spodbudili k premikanju delavnic, čeprav so ostale vezane na dostopnost angleške volne. Verski in posvetni subjekti so gledali na to v bistvu kot posvetno umetnost.
Srednje poznogotski slog, ki ga je preprosto spregledati, ker je skoraj v celoti izginil, so poslikane tapiserije, ki so služile kot cenejši nadomestek tkanih, vendar so jih lahko z ustreznimi temami v kratkem času izdelali.

## Vrhunec gibanja
V obdobju, ki je trajalo približno med letoma 1390 in 1420, se je bilo med deli, ki so nastala daleč narazen v Evropi, zelo tesno ujemanje. Na severu miniature bratov Limbourg v Sijajnem horariju vojvode Berrijskega (Très Riches Heures du Duc de Berry), v Italiji Poklon Treh kraljev Lorenza Monaca ter kiparstvo in miniature v mnogih državah kažejo zelo stilizirane visoke figure, starejše moške z impozantno dolgimi bradami in sijočimi figurami. Eksotična oblačila, ki temeljijo na oblačilih sodobnega Bližnjega vzhoda ali bizantinskega cesarstva, nosijo figure v biblijskih prizorih; zdi se, da so številne figure vključene ravno zato, da bi pokazale te kostume. Število figur v številnih standardnih verskih prizorih se močno poveča; Trije kralji imajo veliko spremstvo in Križanje pogosto postane gneča. Ta inovacija je nastala za preživetje samega sloga.
- Kip Mojzesa, ca. 1390, Toruń, Poljska
- Conrad von Soest, Dortmund, Nemčija, Križanje, 1403
- Srečanje Magov iz Sijajnega horarija vojvode Berrijskega, bratje Limbourg, iz Nizozemskih dežel, vendar so delali v Franciji.
- Lorenzo Monaco, Oltar s Poklonom sv. Treh kraljev, 1420–22

## Konec gibanja
Razkritju Gentile da Fabrianovega Poklona Treh kraljev v Firencah leta 1423, »vrhunskega dela mednarodnega gotskega slikarstva«, je skoraj takoj sledila poslikava kapele Brancacci Masolina in Masaccia (1424–26), ki je bila prepoznana kot preboj k novemu slogu. Na podoben način je mojstrovini bratov Limbourg Très Riches Heures du Duc de Berry v nekaj letih sledil torinsko-milanski horarij, nadaljevanje rokopisa, ki ga je pred desetletji začel Mojster parement za vojvodo Berryjskega, ki je bil kljub gotskemu okviru pionirski v zelo drugačnem slogu slikanja.
Zunaj Firenc in vodilnih dvorov se je mednarodna gotika še vedno gibala, postopoma pa se je razvijala v smeri, ki so se med Italijo in Evropo severno od Alp ponovno precej razhajale. Umetnost in arhitektura sta prešli v zgodnjo renesanso.

## Galerija
- Marija Magdalena in angeli, konec 14. stoletja (?), Iz haneatskega mesta Toruń na Poljskem
- Roudnice Madonna, c. 1385–90, Mojster Třeboňskega oltarja, Češka
- Mojzesov vodnjak nizozemski kipar Claus Sluter, 1395–1403
- Devica in otrok iz Polignyja, nizozemski kipar Claus de Werve, 1396–ca. 1439
- Zlata bula; iluminiran rokopis iz Prage, ca 1400
- Madona Andréja Beauneveua iz enega od rokopisov vojvode Berryjskega z bogato okrašenim grisail ozadjem, ca 1402
- Lorenzo Monaco Beg v Egipt (c.1405) Tempera na topol, 21,2 x 35,5 cm
- Marija Gelderska (žena Reinouda IV.) je upodobljena kot Devica Marija, Nizozemske dežele, 1415
- Poklon Treh kraljev, Conrad von Soest, Nemčija, ca. 1420
- Francoska gravura Marije Magdalene
- Madonna Sassetta, pozna predstavnica izrazitega sienskega sloga. 1432–36
- Poznogotska oltarna slika iz rezbarjenega in poslikanega lesa iz Elbinga, hanzeatsko mesto na Poljskem.  Življenje Device  z Poklon Treh kraljev na osrednji plošči.
- Čudovita Madona iz Vroclava, Narodni muzej v Varšavi.
- Čudovita Devica Marija iz Krużlowe, Narodni muzej v Krakovu.
- Pieta iz Krakova.
- Stran iz Horarija Gian Galeazza Viscontija, Milano